# IJsselstein
IJsselstein – gmina w Holandii, w prowincji Utrecht.
W tym mieście na początku lat 90. XX wieku został poddany pomysł przekształcenia wieży transmisyjnej Gebrandy w choinkę. Po raz pierwszy została zapalona w 1992 roku. Według Księgi Rekordów Guinnessa jest to największa rozświetlona choinka na świecie. W grudniu 2023 roku choinka składała się ze 120 lamp LED, które zostały wciągnięte na wieżę Gebrandy na wysokość 366,8 metrów.

## Galeria

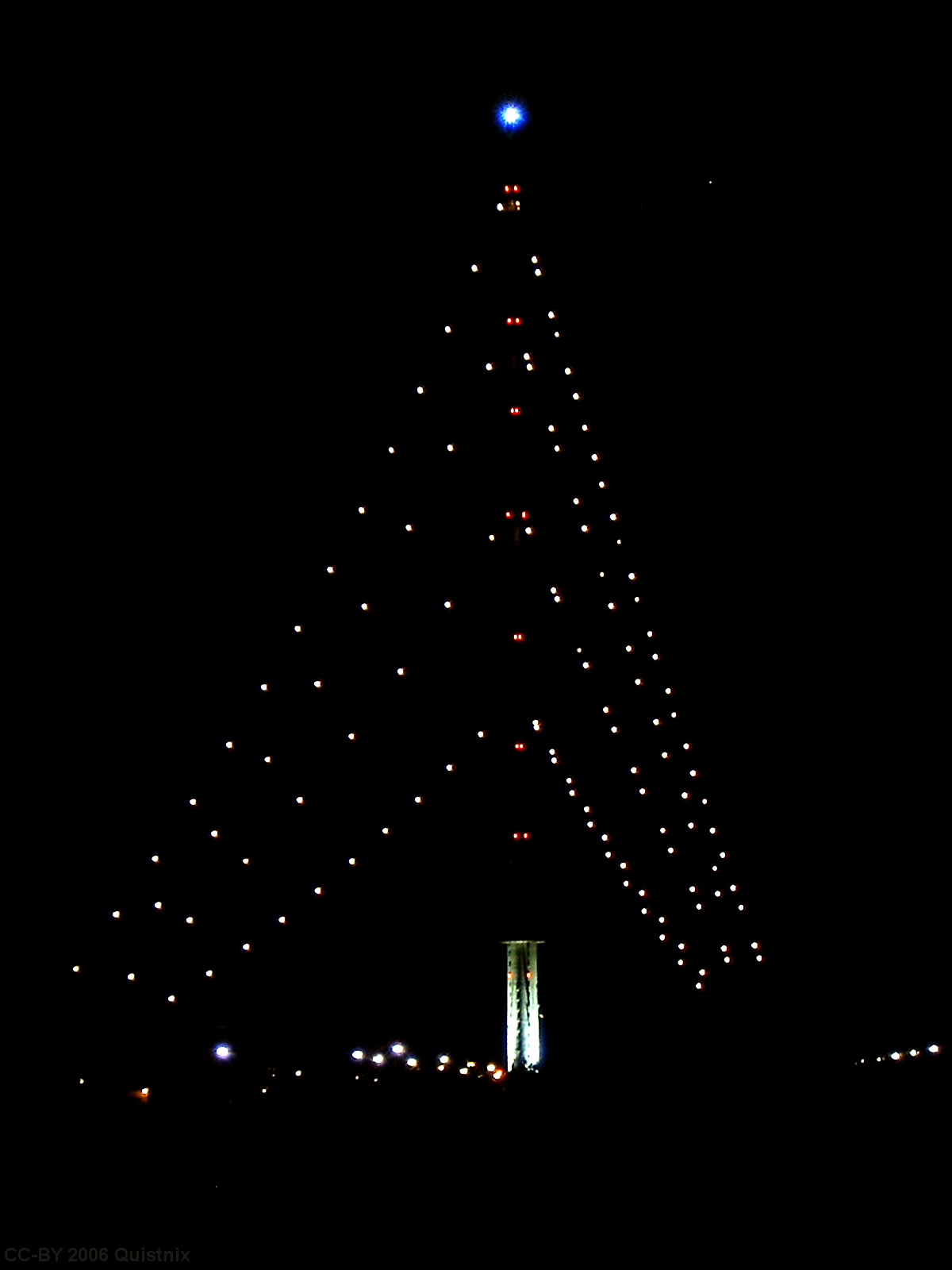
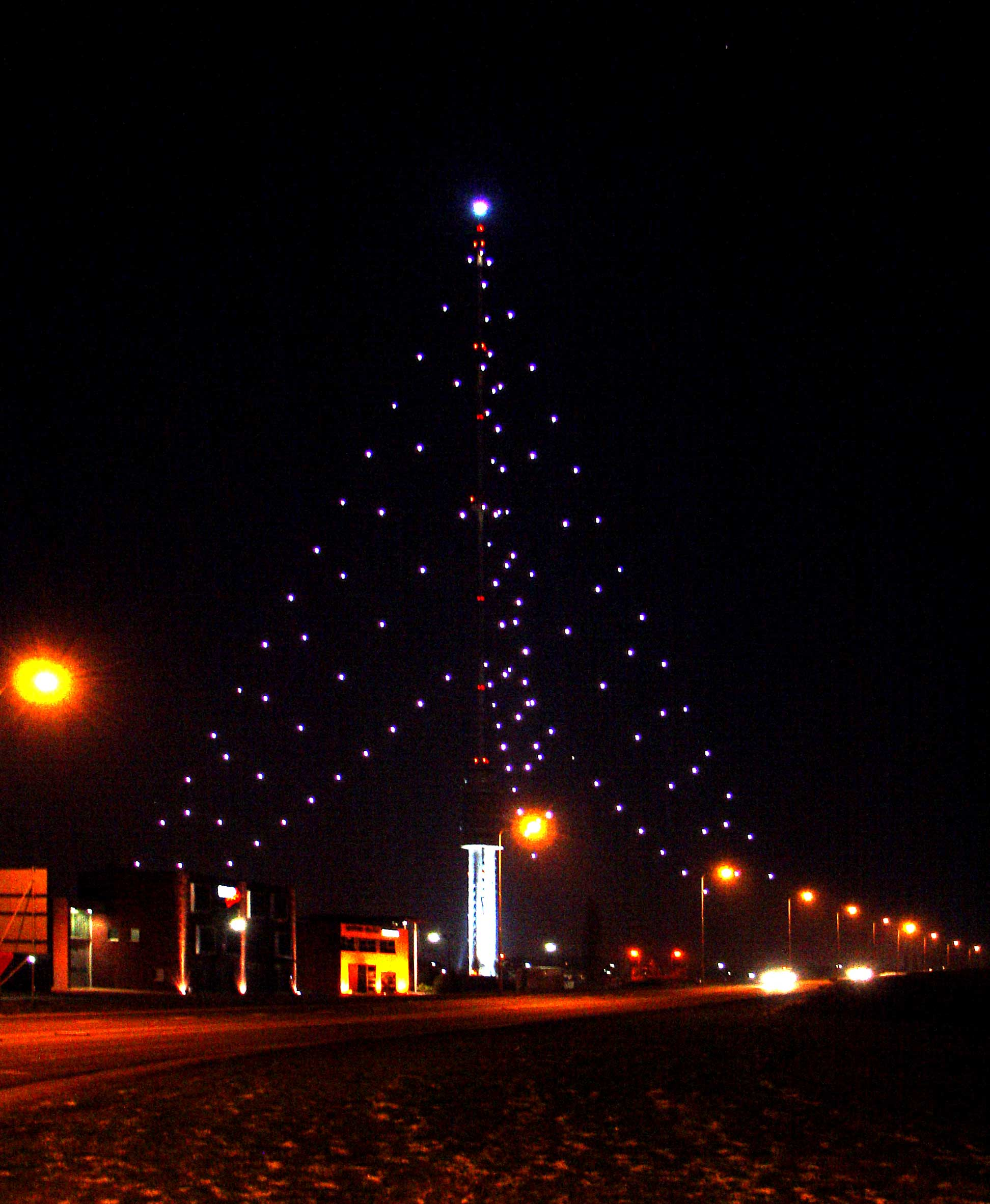
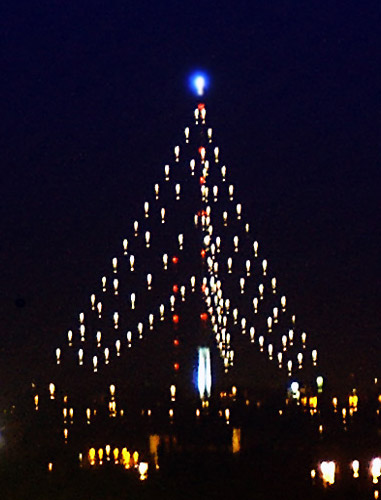
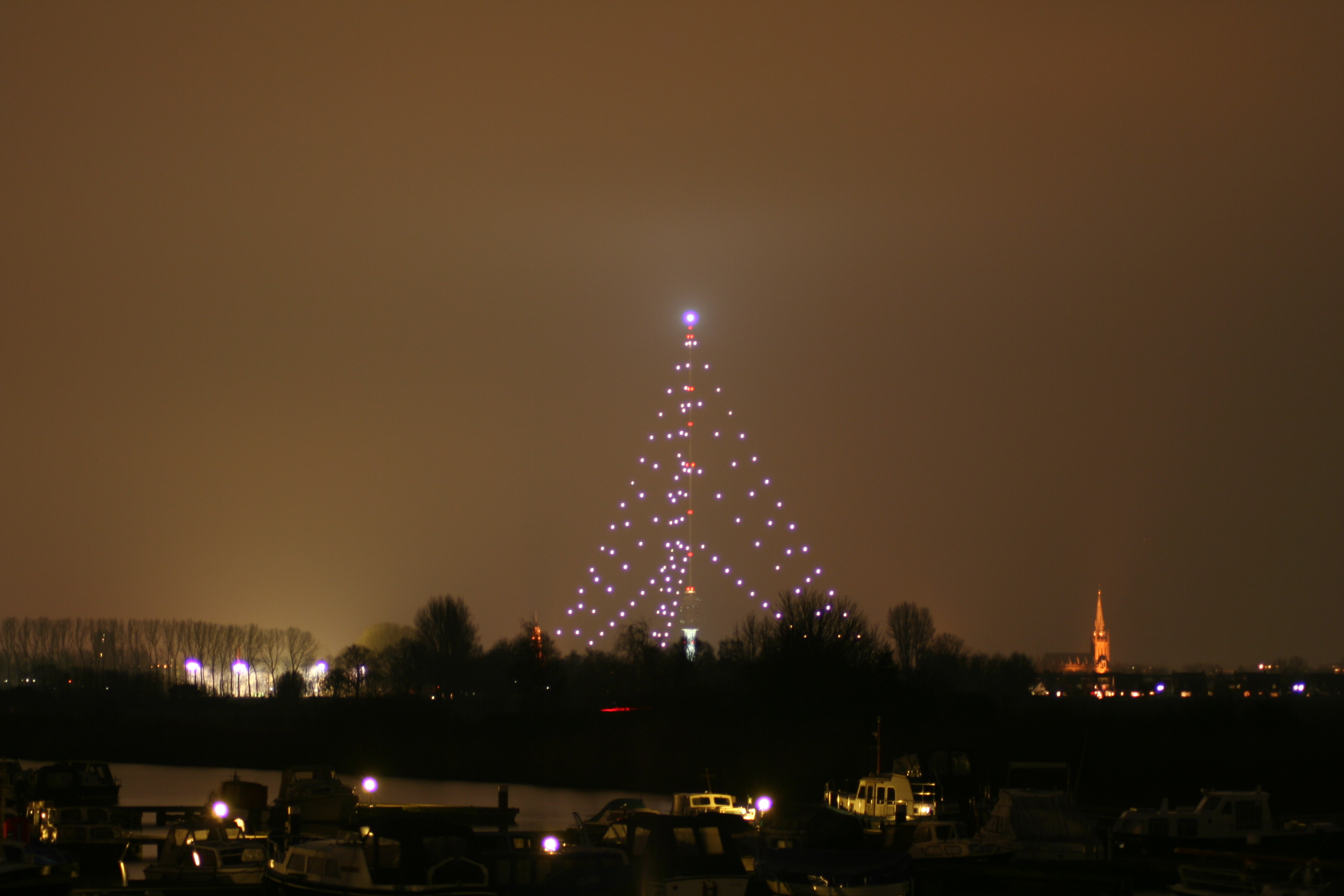

## Współpraca
Miejscowość partnerska:
- Herentals, Belgia